# Hans-Werner Eckert
Hans-Werner Eckert (* 21. Juni 1953 in Dillenburg) ist ein deutscher Rechtswissenschaftler und war von 1997 bis 2019 Lehrstuhlinhaber an der Ernst-Moritz-Arndt-Universität Greifswald.

## Leben
Eckert studierte von 1974 bis 1980 Rechtswissenschaften an der Universität Gießen. Von 1982 bis 1987 war er Wissenschaftlicher Mitarbeiter am Lehrstuhl für Römisches Recht, Bürgerliches Recht, Arbeits- und Sozialrecht der Universität Gießen bei Alfred Söllner. 1987 wurde er dort zum Dr. jur. promoviert.
In den Jahren 1987 bis 1997 war Eckert Mitarbeiter im Bundesministerium der Justiz in Bonn, zuerst als Referent in den Referaten „Gesellschaftsrecht, Unternehmensverfassung“ und „Schuldrecht, Verbraucherschutz“ und später als Regierungsdirektor Leiter des Referats „Schuldrecht, Verbraucherschutz“. 1993 wurde er in Gießen für Bürgerliches Recht, Arbeitsrecht, Handels- und Gesellschaftsrecht habilitiert. Vom 1. April 1997 bis 2019 war Eckert Lehrstuhlinhaber in Greifswald.
Eckert ist unter anderem Mitglied in der Zivilrechtslehrervereinigung und Gründungsmitglied des Instituts für angewandte Ethik.